# Daniela Jaworska
Daniela Jaworska (z domu Tarkowska, ur. 4 stycznia 1946 w Wyborowie) – polska lekkoatletka, oszczepniczka, mistrzyni Europy.

## Kariera sportowa
Zajęła 9. miejsce w rzucie oszczepem na europejskich igrzyskach juniorów w 1964 w Warszawie oraz 4. miejsce w finale pucharu Europy w 1965 w Kassel. Na mistrzostwach Europy w 1966 w Budapeszcie zajęła 7. miejsce. Zwyciężyła w finale pucharu Europy w 1967 w Kijowie.
Zajęła 5. miejsce na igrzyskach olimpijskich w 1968 w Meksyku oraz 6. miejsce na mistrzostwach Europy w 1969 w Atenach. Była druga w finale pucharu Europy w 1970 w Budapeszcie.
Zdobyła złoty medal na uniwersjadzie w 1970 w Turynie.
Zwyciężyła na mistrzostwach Europy w 1971 w Helsinkach, wyprzedzając Ameli Koloskę z Republiki Federalnej Niemiec i Ruth Fuchs z Niemieckiej Republiki Demokratycznej. Odpadła w kwalifikacjach na igrzyskach olimpijskich w 1972 w Monachium. Zajęła 11. miejsce na mistrzostwach Europy w 1974 w Rzymie.
Dziesięciokrotnie zdobywała mistrzostwo Polski: w 1964, 1966, 1967, 1968, 1969, 1970, 1971, 1973, 1974 i 1976. Była również wicemistrzynią w 1972 oraz brązową medalistką w 1965 i 1975.
Pięć razy poprawiała rekord Polski od wyniku 58,68 m do 61,44 m, uzyskanego 3 października 1970 w Pitești. Jej rekord życiowy to 62,30 m, ustanowiony 30 czerwca 1973 w Warszawie.
Zwyciężyła w plebiscycie „Expressu Poznańskiego” w plebiscycie na najlepszych sportowców Wielkopolski w 1967. Dwa razy znalazła się wśród dziesiątki najlepszych sportowców Polski, zajmując 6. miejsce w Plebiscycie Przeglądu Sportowego 1967 i 7. miejsce w 1971.
Jej mąż Edmund Jaworski był także oszczepnikiem i trenerem. Zginął w tragicznym wypadku na ulicach Warszawy – wjechał rowerem pod tramwaj.
Po zakończeniu kariery zawodniczej nauczycielka wychowania fizycznego w Warszawie oraz Izabelinie pod Warszawą.